# Claude Piquemal
Claude Piquemal   (Siguèr i França, 13 de març de 1939) és un atleta francès, ja retirat, especialista en curses de velocitat, que va competir durant la dècada de 1960.
Durant la seva carrera esportiva va prendre part en tres edicions dels Jocs Olímpics d'Estiu, el 1960, 1964 i 1968. En aquestes participacions va guanyar dues medalles de bronze en els 4×100 metres del programa d'atletisme. El 1964 va formar equip amb Paul Genevay, Bernard Laidebeur i Jocelyn Delecour, mentre el 1968 ho va fer amb Gérard Fenouil, Jocelyn Delecour i Roger Bambuck.
En el seu palmarès també destaquen tres medalles al Campionat d'Europa d'atletisme, d'or en els 100 metres el 1962 i els 4×100 metres el 1966, i de bronze en els 100 metres el 1966. Als Jocs del Mediterrani del 1963 guanyà una medalla d'or i una de plata en els 100 i 4×100 metres respectivament. També guanyà dos campionats nacionals, i va formar part de l'equip que va establir quatre rècords d'Europa en els 4x100 metres.

## Millors marques
- 100 metres. 10.3" (1961)
- 200 metres. 20.5" (1965)[6]